# Верман (кантон)
Верман (фр. Vermand) — упраздненный кантон во Франции, регион Пикардия. Департамент кантона — Эна. Входил в состав округа Сен-Кантен. Население кантона на 2011 год составляло 9 619 человек.
Код INSEE кантона — 0233. Всего в кантон Верман входили 24 коммуны, из них главной коммуной являлась Верман.

## Коммуны кантона
В состав кантона входили коммуны (население по данным Национального института статистики за 2011 г.):
- Аттийи — население 378 чел.
- Бовуа-ан-Вермандуа — население 280 чел.
- Вандель — население 109 чел.
- Верман — население 1 047 чел.
- Во-ан-Вермандуа — население 130 чел.
- Грикур — население 904 чел.
- Души — население 151 чел.
- Жанкур — население 250 чел.
- Жермен — население 65 чел.
- Коленкур — население 138 чел.
- Ланши — население 51 чел.
- Ле-Вергье — население 220 чел.
- Месми — население 244 чел.
- Ольнон — население 1 424 чел.
- Понтрю — население 284 чел.
- Понтрюэ — население 336 чел.
- Рупи — население 235 чел.
- Сави — население 602 чел.
- Трефкон — население 86 чел.
- Фейе (Эна) — население 630 чел.
- Флюкьер — население 214 чел.
- Форест — население 180 чел.
- Франсийи-Селанси — население 457 чел.
- Этрейе — население 1 204 чел.

## Экономика
Структура занятости населения:
- сельское хозяйство — 11,3 %
- промышленность — 14,7 %
- строительство — 10,3 %
- торговля, транспорт и сфера услуг — 40,0 %
- государственные и муниципальные службы — 23,8 %

## Политика
На президентских выборах 2012 г. жители кантона отдали в 1-м туре 28,3 % голосов Николя Саркози против 25,3 % у Франсуа Олланда и 24,8 % у Марин Ле Пен, во 2-м туре в кантоне победил Саркози, получивший 51,9 % (2007 г. 1 тур: Саркози — 33,8 %, Сеголен Руаяль — 21,5 %; 2 тур: Саркози — 57,3 %). На выборах в Национальное собрание в 2012 г. по 2-му избирательному округу департамента Эна они поддержали кандидата партии Союз за народное движение, действующего депутата и мэра Сен-Кантена Ксавье Бертрана, получившего 42,0 % голосов в 1-м туре и 54,5 % голосов — во 2-м туре.
|  | Кандидат        | Партия                           | % голосов |
|  | --------------- | -------------------------------- | --------- |
|  | Тьерри Лефевр   | Левая демократическая инициатива | 52,63     |
|  | Кристиан Плонке | Национальный фронт               | 24,76     |
|  | Филипп Жосс     | Союз за народное движение        | 22,61     |

|  | Кандидат      | Партия                           | % голосов |
|  | ------------- | -------------------------------- | --------- |
|  | Тьерри Лефевр | Левая демократическая инициатива | 56,80     |
|  | Ролан Варле   | Союз за народное движение        | 27,14     |
|  | Жан Лелон     | Национальный фронт               | 16,06     |